# Karol Śliwka
Karol Śliwka (* 23. März 1894 in Bystritz; † 19. März 1943 im KZ Mauthausen) war ein tschechoslowakischer kommunistischer Politiker polnischer Nationalität.

## Leben
Śliwka nahm am Ersten Weltkrieg teil und geriet in russische Gefangenschaft. 1917 trat er der Partei der Bolschewiki bei. Seit 1921 war er Mitglied des Exekutivkomitees der Kommunistischen Partei der Tschechoslowakei (KPTsch). Von 1925 bis 1938 war er für die Kommunisten Abgeordneter der Nationalversammlung und einer von zwei Vertretern der polnischen Minderheit insgesamt.
Śliwka propagierte zusammen mit Fryderyk Kraus (1900–1942) und Paweł Klus (1890–1943) die Zusammenarbeit tschechischer, polnischer und deutscher Kommunisten im Gebiet Teschen. Aufgrund ihrer Politik, die die Grundsätze des proletarischen Internationalismus und der Gleichberechtigung der Nationalitäten hervorhob, war die KPTsch in den von der polnischen Bevölkerung bewohnten Gebieten am populärsten. Śliwka war Redakteur der polnischsprachigen Zeitung Głos Robotniczy (dt. Arbeiterstimme).
Nach dem Verbot der KPTsch 1938 führte er die politische Arbeit illegal fort. 1940 wurde er von den deutschen Besatzern verhaftet und starb 1943 im KZ Mauthausen an den Folgen jahrelanger Folter.